# Grande-Bretagne aux Jeux olympiques d'hiver de 1994
Cet article contient des informations sur la participation et les résultats de la Grande-Bretagne aux Jeux olympiques d'hiver de 1994 à Lillehammer en Norvège.

## Médaillés
| Médaille | Nom                            | Sport                                | Event           |
| -------- | ------------------------------ | ------------------------------------ | --------------- |
| Bronze   | Jayne Torvill Christopher Dean | Patinage artistique                  | Danse sur glace |
| Bronze   | Nicky Gooch                    | Patinage de vitesse sur piste courte | Homme 500 m     |

## Ski alpin
Homme
| Athlète         | Event        | Final         | Final         | Final | Final         | Final |
| Athlète         | Event        | Run 1         | Run 2         | Run 3 | Total         | Rank  |
| --------------- | ------------ | ------------- | ------------- | ----- | ------------- | ----- |
| Graham Bell     | Descente     |               |               |       | 1 min 47 s 39 | 26    |
| Graham Bell     | Super-G      |               |               |       | DNF           |       |
| Graham Bell     | Combiné      | 1 min 38 s 94 | DNS           |       | DNF           |       |
| Martin Bell     | Descente     |               |               |       | 1 min 47 s 49 | 28    |
| Bill Gaylord    | Slalom Géant | 1 min 33 s 58 | DQ            |       | DQ            |       |
| Bill Gaylord    | Slalom       | DNF           |               |       | DNF           |       |
| Bill Gaylord    | Combiné      | DNF           |               |       | DNF           |       |
| Spencer Pession | Super-G      |               |               |       | DNF           |       |
| Spencer Pession | Slalom Géant | 1 min 33 s 94 | 1 min 28 s 68 |       | 3 min 02 s 62 | 31    |

Femme
| Athlète               | Event        | Final | Final | Final | Final | Final |
| Athlète               | Event        | Run 1 | Run 2 | Run 3 | Total | Rang  |
| --------------------- | ------------ | ----- | ----- | ----- | ----- | ----- |
| Emma Carrick-Anderson | Slalom Géant | DNF   |       |       | DNF   |       |
| Emma Carrick-Anderson | Slalom       | DNF   |       |       | DNF   |       |
| Claire de Pourtales   | Slalom       | DNF   |       |       | DNF   |       |

## Biathlon
Homme
| Athlète                                    | Event             | Final             | Final | Final |
| Athlète                                    | Event             | Temp              | Pen.  | Rang  |
| ------------------------------------------ | ----------------- | ----------------- | ----- | ----- |
| Mike Dixon                                 | 20 km Individuel  | 1 h 03 min 44 s 0 | 1     | 54    |
| Kenneth Rudd                               | 10 km Sprint      | 34 min 19 s 7     | 4     | 67    |
| Ian Woods                                  | 10 km Sprint      | 31 min 58 s 3     | 2     | 49    |
| Ian Woods                                  | 20 km Individuel  | 1 h 03 min 44 s 0 | 3     | 54    |
| Mike Dixon Ian Woods Mark Gee Kenneth Rudd | 4 x 7.5 km relais | 1 h 39 min 16 s 0 | 0     | 17    |

## Bobsleigh
| Athlète                                         | Event        | Final   | Final   | Final   | Final   | Final         | Final |
| Athlète                                         | Event        | Run 1   | Run 2   | Run 3   | Run 4   | Total         | Rang  |
| ----------------------------------------------- | ------------ | ------- | ------- | ------- | ------- | ------------- | ----- |
| Sean Olsson Paul Field                          | Bob à deux   | 52 s 86 | 53 s 30 | 53 s 21 | 53 s 46 | 3 min 32 s 83 | 10    |
| Mark Tout Lennox Paul                           | Bob à deux   | 52 s 77 | 53 s 15 | 52 s 99 | 53 s 24 | 3 min 32 s 15 | 6     |
| Sean Olsson John Herbert Dean Ward Paul Field   | Bob à quatre | 52 s 23 | 52 s 45 | 52 s 26 | 52 s 47 | 3 min 29 s 41 | 8     |
| Mark Tout George Farrell Jason Wing Lennox Paul | Bob à quatre | 52 s 03 | 52 s 24 | 52 s 14 | 52 s 46 | 3 min 28 s 87 | 5     |

## Ski de fond
Homme
| Athlète    | Épreuve         | Finale      | Finale | Finale        | Finale | Finale            | Finale |
| Athlète    | Épreuve         | Start       | Rang   | Temps         | Rang   | Total             | Rang   |
| ---------- | --------------- | ----------- | ------ | ------------- | ------ | ----------------- | ------ |
| Dave Belam | 10 km Classique |             |        |               |        | 28 min 00 s 2     | 68     |
| Dave Belam | 15 km Poursuite | +3 min 40 s | 68     | 41 min 17 s 8 | 64     | +9 min 09 s 0     | 63     |
| Dave Belam | 30 km Libre     |             |        |               |        | 1 h 24 min 28 s 2 | 60     |

## Patinage artistique
Homme
| Steven Cousins | 3.5 | 7 | 9.0 | 12.5 | 9 |

Femme
| Charlene von Saher | 6.5 | 1 | 16.0 | 22.5 | 15 |

Couple
| Jacqueline Soames John Jenkins | 8.0 | 16 | 15.0 | 23.0 | 15 |

Dance sur glace
| Athlete                        | Final              | Final | Final              | Final | Final          | Final | Final      | Final | Final  |
| Athlete                        | Compulsory Dance 1 | Rang  | Compulsory Dance 2 | Rang  | Original Dance | Rang  | Free Dance | Total | Rang   |
| ------------------------------ | ------------------ | ----- | ------------------ | ----- | -------------- | ----- | ---------- | ----- | ------ |
| Jayne Torvill Christopher Dean | 0.6                | 3     | 0.6                | 3     | 0.6            | 1     | 3.0        | 4.8   | Bronze |

## Ski acrobatique
Homme
| Athlète         | Event   | Qualification | Qualification | Final           | Final           |
| Athlète         | Event   | Points        | Rang          | Points          | Rang            |
| --------------- | ------- | ------------- | ------------- | --------------- | --------------- |
| Richard Cobbing | Aerials | 208 s 54      | 5 Q           | 196 s 58        | 10              |
| Hugh Hutchison  | Moguls  | 22 s 27       | 25            | Did Not Advance | Did Not Advance |

Femme
| Athlete     | Event   | Qualification | Qualification | Final           | Final           |
| Athlete     | Event   | Points        | Rang          | Points          | Rang            |
| ----------- | ------- | ------------- | ------------- | --------------- | --------------- |
| Jilly Curry | Aerials | 74 s 21       | 21            | Did Not Advance | Did Not Advance |

## Luge
Homme
| Athlète  | Event   | Final    | Final    | Final    | Final    | Final          | Final |
| Athlète  | Event   | Run 1    | Run 2    | Run 3    | Run 4    | Total          | Rank  |
| -------- | ------- | -------- | -------- | -------- | -------- | -------------- | ----- |
| Paul Hix | Singles | 52 s 410 | 52 s 398 | 52 s 073 | 52 s 234 | 3 min 29 s 115 | 26    |

## Patinage de vitesse sur piste courte
Homme
| Athlète       | Épreuve      | Éliminatoires | Éliminatoires | Quart de finale    | Quart de finale    | Demi-finale        | Demi-finale        | Finale             | Finale |
| Athlète       | Épreuve      | Temps         | Rang          | Temps              | Rang               | Temps              | Rang               | Temps              | Rang   |
| ------------- | ------------ | ------------- | ------------- | ------------------ | ------------------ | ------------------ | ------------------ | ------------------ | ------ |
| Nicky Gooch   | 500 mètres   | 44 s 03       | 1er           | 44 s 25            | 2e                 | 44 s 40            | 2e                 | 43 s 68            | Bronze |
| Nicky Gooch   | 1 000 mètres | 1 min 32 s 05 | 2e            | 1 min 32 s 00      | 2e                 | 1 min 31 s 77      | 2e                 | DQ                 | 7e     |
| Wilf O'Reilly | 500 mètres   | 46 s 41       | 4e            | Tour de classement | Tour de classement | Tour de classement | Tour de classement | Tour de classement | 27e    |
| Wilf O'Reilly | 1000 mètres  | 1 min 33 s 57 | 3e            | Tour de classement | Tour de classement | Tour de classement | Tour de classement | Tour de classement | 22e    |

Femme
| Athlète       | Épreuve      | Éliminatoires | Éliminatoires | Quart de finale    | Quart de finale    | Demi-finale        | Demi-finale        | Finale             | Finale |
| Athlète       | Épreuve      | Temps         | Rang          | Temps              | Rang               | Temps              | Rang               | Temps              | Rang   |
| ------------- | ------------ | ------------- | ------------- | ------------------ | ------------------ | ------------------ | ------------------ | ------------------ | ------ |
| Debbie Palmer | 500 mètres   | 47 s 93       | 4e            | Tour de classement | Tour de classement | Tour de classement | Tour de classement | Tour de classement | 25e    |
| Debbie Palmer | 1 000 mètres | 1 min 44 s 72 | 3e            | Tour de classement | Tour de classement | Tour de classement | Tour de classement | Tour de classement | 20e    |